# Мејн Кун
Мејн Кун (Maine Coon) је једна од највећих раса мачака, која је настала природним путем на северноамеричком континенту и симбол је америчке државе Мејн. Назива се и Кун мачка, Мејн мачка или плашљиви џин.

## Настанак расе
Порекло мејн куна није познато. Верује се да потиче од норвешке шумске мачке. Без обзира на непознати настанак ове расе, позната је већ преко 200 година. Излагане су на једној од првих изложби у САД, а постоји податак да је 1895. један примерак и победио. У Европи се јавља седамдесетих година 20. века.

## Опис расе
Мејн кун је велика полудугодлака мачка, густог крзна. Уши су им дугачке, а тело мишићаво и јако. Одрасле су тек у трећој години, а неки примерци се развијају и до пете. Карактеришу их велике округле очи у благо косом положају. Ноге су снажне и мишићаве, средње дужине. Длака је густа, свиленкаста, краћа на раменима, дужа на трбуху и задњим ногама. Реп је дугачак у корену широк.

## Нарав
Мејн кун је раса мачака којој се приписује веома добра нарав, што у овом случају подразумева и способност прилагођавања природи различитих власника и њихових појединачних навика и начина живота. Биће веома срећна уколико јој посветите пажњу, али уколико сте заузети кућним пословима, задовољиће се посматрањем вашег рада.

## Нега и здравље
Четкање се препоручује два пута недељно. У историји болести мејн кун мачака појављују се наследна обољења попут срчаних и бубрежних, као и болести кичме и кукова. Просечан животни век мејн кун мачке је око 15 година, а гене ове расе носи са собом и мачак Кордрој који са напуњених 26 година живота такође ушао у Гинисову књигу рекорда као најстарији мачак на свету.